# Niño dormido
El mito del niño dormido (en bereber: bou-mergoud), presente en particular en Marruecos pero también en el resto del Magreb, es la creencia popular en la posibilidad de un «adormecimiento» del feto que supuestamente prolongaría el embarazo más allá del límite aceptado por la medicina moderna. Se creía, especialmente en las zonas rurales, que era posible dormir, tanto mediante magia blanca como por brujería, un feto cuya madre no deseara el nacimiento inmediato, en particular cuando el marido llevaba ausente un largo periodo. El embarazo así, se prolongaría por un periodo mucho mayor de nueve meses, lo que científicamente es imposible. Este viejo mito conoció un resurgir a finales del siglo XX con la emigración masiva de los hombres a Europa, dejando solas a sus esposas.  

## Una ficción jurídica
Este concepto supersticioso no es solo de orden popular, está aceptado y comentado en la legislación islámica: constituyó así una ficción jurídica útil para evitar, por un lado, la inaceptable en el mundo musulmán clásico institución de los hijos naturales o ilegítimos, privados de afiliación (la afiliación se establece de modo patrilineal), en particular en caso de ausencia del marido (fallecimiento o viaje), pero también en caso de divorcio. Por otro lado, esta creencia en «el niño dormido en el vientre de su madre» permitía no acusar de adulterio a una viuda o a una mujer apartada de su marido desde hacía varios meses pero que daba a luz. En el islam el adulterio es castigado normalmente con la muerte, así que de esa manera la comunidad aldeana se protegía contra una desestabilización excesiva «cerrando los ojos» cuando la mujer en cuestión ocupaba una posición social bien establecida.
Según las escuelas jurídicas, la duración presunta del embarazo puede ser más o menos larga: los hanbalíes consideran que el embarazo puede durar dos años; los shafíes y los hanafíes cuatro años, y los malikíes de cuatro a cinco años. 
El derecho de familia marroquí, la Mudawana, da actualmente un periodo de un año (arte. 154). Los modernos códigos argelino y tunecino lo fijan en diez meses.

## Película de Yasmine Kassari
Este mito ha proporcionado el tema principal de la película de Yasmine Kassari, El niño dormido, estrenada en 2005.